# Kollevåg
Kollevåg este o localitate din comuna Askøy, provincia Hordaland, Norvegia.